# معضوضة ثنائية المسكن
معضوضة ثنائية المسكن (الاسم العلمي:Momordica dioica) هي نوع من النباتات تتبع جنس المعضوضة من الفصيلة القرعية.